# Hocus Pocus
Hocus Pocus é um encantamento utilizado por mágicos do século XVII (hocus pocus, tontus talontus, vade celerita jubileis) com a função de criar um ar de mistério em suas performances.
A origem do termo permanece obscura. Alguns acreditam que deriva da forma latina empregada na eucaristia católica romana, quando o sacerdote diz "hoc est corpus" (este é o corpo). Esta tese não é muito aceita, pois os mágicos não ousariam ofender a Igreja Católica (cuja autoridade moral era respeitada na época) usando o momento mais sagrado de sua celebração religiosa numa forma vulgar como truques de mágica. Esta visão, porém, reflete uma perspectiva exclusivamente católica, pois justamente no século XVII ocorreu o movimento da reforma religiosa cristã, em que os protestantes contestavam que a missa fosse conduzida em latim, dando preferência ao uso das línguas locais, para que os fiéis pudessem entender os ensinamentos da Bíblia. Não é a toa que uma variação desta frase, usada nos países protestantes, notadamente nos Países Baixos, soasse "Hocus pocus pilatus pas", em que o nome 'pilatus' também constitui uma óbvia referência a Pôncio Pilatos, personagem do Novo Testamento.
Há também a teoria de que o "Hocus Pocus" teria se originado a partir do nome de um lendário mago italiano — Ochus Bochus. Uma tese que deve ser considerada é a de que o encantamento venha do galês hocea pwca (o truque do pwca).
O "Hocus Pocus" deixou seus vestígios na língua inglesa — a expressão passou a significar, no sentido mais amplo, "truque" ou "fraude", assim como "Sinsalabin" ou "Abracadabra". Talvez seja também a raiz de uma outra palavra, hoax, que significa "farsa".